# Děkanství třebíčské

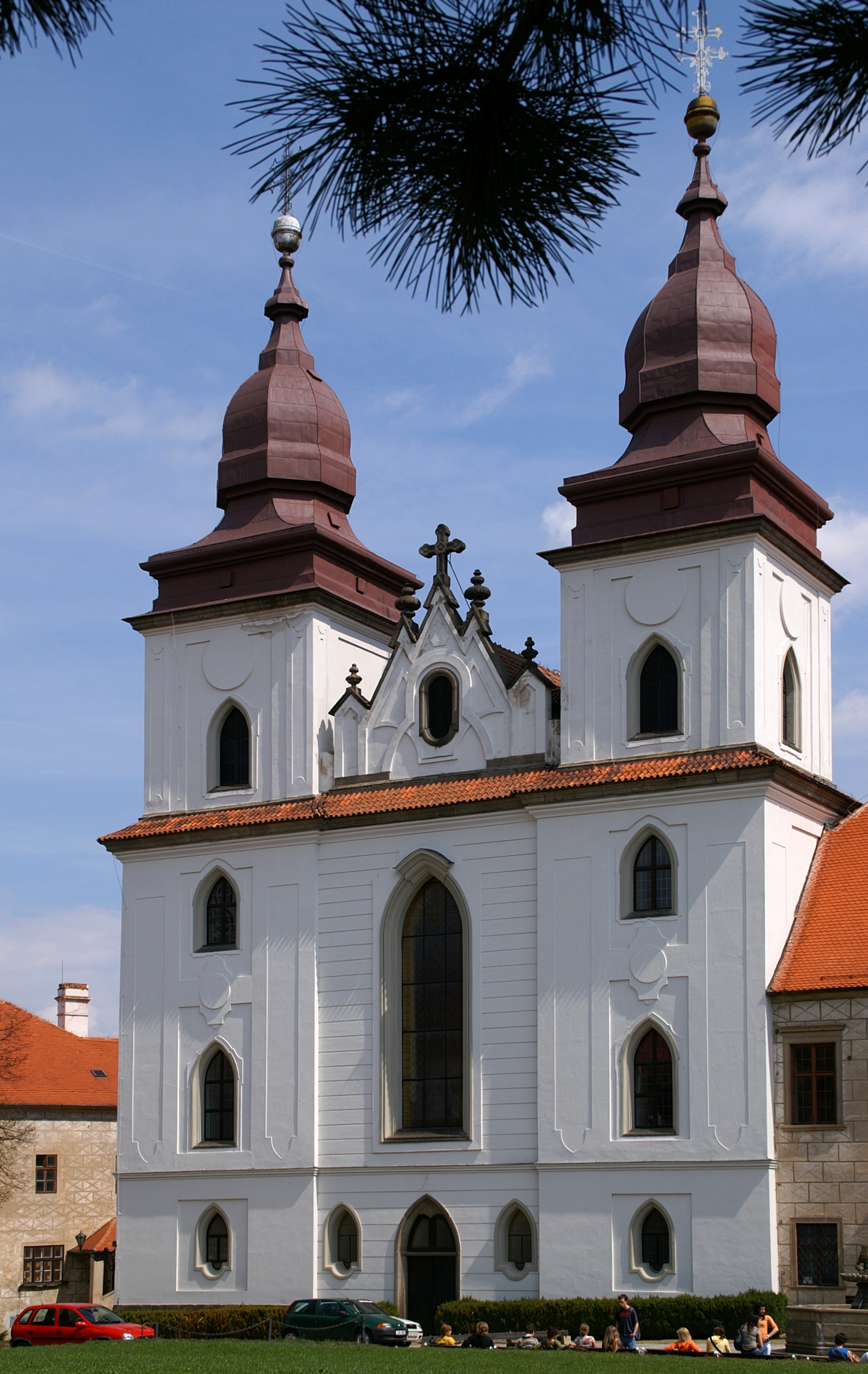
Bazilika sv. Prokopa v Třebíči

Děkanství třebíčské je územní část brněnské diecéze s centrem v Třebíči. Zahrnuje 32 římskokatolických farností. Děkanství je starobylé a nově bylo vymezeno při reformě členění brněnské diecéze k 1. červenci 1999.
Funkcí děkana byl od roku 2006 do roku 2025 pověřen P. Jiří Dobeš, farář farnosti Třebíč-město, který ve funkci nahradil P. Ervína Jansu, bývalého faráře farnosti Třebíč-Jejkov. Od 1. srpna 2025 se stal děkanem P. Pavel Opatřil, ten je zároveň i farářem farnosti Třebíč-zámek.

## Historie
Děkanství v Třebíči mělo být snad již kolem roku 1440, nicméně později bylo opuštěno, protože kolem třicátých let 16. století v Třebíči nepůsobil žádný katolický kněz, v roce 1607 bylo Smilem Osovským povoleno kostelu sv. Martina řídit se augšpurskou konfesí a právo pochovávat na třebíčský hřbitov. Od roku 1622 třebíčští katolíci navštěvovali katolické mše v Rudíkově. V době kolem roku 1630 byl umístěn katolický kněz i do kostela sv. Martina v Třebíči, později došlo k rozšíření jeho působnosti.
Sídlem děkanství se Třebíč stala v roce 1671. K děkanství byly přiděleny farnosti: třebičská, vladislavská, kamenická, rudíkovská, náměšťská, heraltická, opatovská, stařecká, čáslavická, roketnická, valečská a dalešická; v roce 1778 patřily sem farnosti: třebíčská, stařecká, roketnická, opatovská a heraltická a 2 lokální kaplanství: vladislavské a čáslavické. Roku 1786 byla vyloučena farnost opatovská, roku 1788 farnosti stařecká, roketnická, lokální kaplanství čáslavické a farnost heraltická, za to přivtěleny nově zřízené farnosti, u Kapucínů v Třebíči, v Červené Lhotě, farnost přibyslavická, kurácie v zámku a lokální kaplanství: benetické, trnavské a střížovské.

## Seznam farností
| Farnost                | Správce                                                       | Farní kostel               |
| ---------------------- | ------------------------------------------------------------- | -------------------------- |
| Benetice               | administrátor excurrendo, Rudíkov                             | sv. Marka                  |
| Březník                | administrátor excurrendo, Jinošov                             | Nanebevzetí Panny Marie    |
| Čáslavice              | administrátor excurrendo, Babice u Lesonic                    | sv. Martina                |
| Červená Lhota          | administrátor excurrendo Kamenice u Jihlavy                   | sv. Vavřince               |
| Dalešice               | administrátor excurrendo, Valeč u Hrotovic                    | sv. Petra a Pavla          |
| Dukovany               | administrátor excurrendo, Rouchovany                          | sv. Václava                |
| Hartvíkovice           | administrátor excurrendo, Náměšť nad Oslavou                  | sv. Jiljí                  |
| Heraltice              | administrátor excurrendo, Přibyslavice                        | sv. Jiljí                  |
| Horní Újezd u Třebíče  | administrátor excurrendo, Rokytnice nad Rokytnou              | sv. Petra a Pavla          |
| Hrotovice              | R. D. Mgr. Ing. Jan Kovář                                     | sv. Vavřince               |
| Chlum u Třebíče        | R. D. Mgr. Stanislav Tvarůžek                                 | sv. Václava                |
| Jinošov                | R. D. Josef Požár                                             | sv. Petra a Pavla          |
| Kněžice u Třebíče      | administrátor excurrendo, R. D. Mgr. Grzegorz Bajon, OFMConv. | sv. Jakuba Staršího        |
| Koněšín                | administrátor excurrendo, Valeč u Hrotovic                    | sv. Bartoloměje            |
| Lipník u Hrotovic      | administrátor excurrendo, Valeč u Hrotovic                    | sv. Jana Křtitele          |
| Mohelno                | administrátor excurrendo, Rouchovany                          | Všech svatých              |
| Náměšť nad Oslavou     | R. D. Vladimír Langer                                         | sv. Jana Křtitele          |
| Okříšky                | administrátor excurrendo, Přibyslavice                        | Jména Panny Marie          |
| Opatov na Moravě       | administrátor excurrendo, Kněžice u Třebíče                   | sv. Bartoloměje            |
| Předín                 | administrátor excurrendo, Želetava                            | sv. Václava                |
| Přibyslavice           | R. D. Mgr. Jacek Kruczek                                      | Narození Panny Marie       |
| Rokytnice nad Rokytnou | R. D. Mgr. Jan Krbec                                          | Narození sv. Jana Křtitele |
| Rouchovany             | R. D. Mgr. Petr Václavek                                      | Nanebevzetí Panny Marie    |
| Rudíkov                | R. D. Mgr. Milan Těžký                                        | sv. Petra a Pavla          |
| Stařeč                 | administrátor excurrendo, Třebíč-město                        | sv. Jakuba Staršího        |
| Střížov-Číměř          | administrátor excurrendo, Třebíč-Jejkov                       | sv. Jiljí                  |
| Trnava u Třebíče       | administrátor excurrendo, Rudíkov                             | sv. Petra a Pavla          |
| Třebíč-Jejkov          | R. D. Tomáš Fránek                                            | Proměnění Páně             |
| Třebíč-město           | R. D. Josef Novotný                                           | sv. Martina z Tours        |
| Třebíč-zámek           | R. D. Pavel Opatřil                                           | sv. Prokopa                |
| Valeč u Hrotovic       | R. D. Mgr. Štěpán Trčka                                       | Povýšení sv. Kříže         |
| Vladislav              | administrátor excurrendo, Třebíč-Jejkov                       | Nejsvětější Trojice        |